# Whisper
Whisper (Alternativtitel: Whisper – Die Stimme des Bösen, auch: Whisper – Des Teufels Werk ist ein Kinderspiel) ist ein US-amerikanischer Horror-Thriller von Stewart Hendler aus dem Jahr 2007. In Deutschland erschien er am 3. Januar 2008 als DVD. Am 4. April 2008 wurde er vom Sender Tele 5 erstmals im deutschen Fernsehen ausgestrahlt.

## Handlung
Max Truemont (Josh Holloway) will ein neues Leben mit seiner Verlobten Roxanne (Sarah Wayne Callies) beginnen und sich von seiner kriminellen Vergangenheit als Schwerverbrecher lösen. Doch dann erreicht ihn ein Anruf von seinem alten Betrüger-Kumpel Sidney (Michael Rooker). Er bietet Max einen letzten, riskanten Job an: Die Entführung des achtjährigen David Sandborn (Blake Woodruff), den Sohn eines reichen Prominenten.
Max willigt ein, da er glaubt, von dem Lösegeld seinen Traum von einem eigenen Restaurant erfüllen zu können. Als Weihnachtsmann verkleidet, verschleppt er David von seiner Geburtstagsparty. Gemeinsam mit seinem Freund Vince (Joel Edgerton), Sidney und seiner Verlobten Roxanne versteckt er sich in einer abgelegenen Hütte im Wald.
Während sie auf das Lösegeld warten, bauen sich stärkere Spannungen in der Gruppe auf, und auch der kleine Junge scheint nicht so unschuldig zu sein, wie sie glauben.
Immer wieder hören sie ein Flüstern, das ihnen rät etwas zu tun, so zum Beispiel bringt Vince Delayo Roxanne dazu, erneut mit ihm zu schlafen, obwohl sie bereits einmal von ihm schwanger war. Als Vince merkt, dass etwas mit dem Jungen nicht stimmt, will er diesen umbringen, gerät dabei jedoch ins Visier eines Wolfes. Auf der Flucht vor dem Wolf entkommt er auf einen zugefrorenen See, in den er einbricht und unter der Eisfläche ertrinkt.
Roxanne beginnt, eine Beziehung zu David Sandborn, dem kleinen Jungen, aufzubauen, und beschützt ihn immer mehr. Max findet heraus, dass Catherine Sandborn, die Adoptivmutter des Jungen, ihnen den Auftrag gegeben hat, ihren Sohn zu entführen, weil er ihr durch seine Einflüsterungen das Leben zur Hölle gemacht hat und für den Tod seines Adoptivvaters und seines Kindermädchen verantwortlich ist. Sie verlangt von Max, den Jungen zu töten, und will ihm dafür 50.000 Dollar geben. Dieser weigert sich. Die Mutter erklärt ihm mehrmals, dass der Junge kein menschliches Wesen ist, hingegen alle in seinem näheren Umfeld sterben. Am Ende der Diskussion erschießt sie sich selbst.
Als Max in die Hütte zurückkehrt, will er den Jungen doch töten und beschießt ihn darum mit seinem Gewehr, wobei er versehentlich Roxanne erschießt, welche den Jungen beschützen wollte. Als David, der sich selbst als Dämon bezeichnet, Max, der von Wölfen eingekreist ist, zuflüstert, er solle sich selbst erschießen, schießt Max nahe an seinem Ohr vorbei und hört ihn nicht mehr, was ihm letztendlich ermöglicht, David mit einer Axt zu töten. Daraufhin ziehen sich die Wölfe plötzlich zurück, und Max kann überleben. Er verschenkt am Schluss des Films den Koffer mit den 50.000 Dollar an einen Weihnachtsmann, den er in der Stadt trifft.

## Kritik
„Blake Woodruff überzeugt als durchtriebener Satansbraten David mit zynischen Kommentaren und unterkühltem Auftreten. An der Inszenierung gibt es wenig auszusetzen - Trotz [sic] fehlender Eigenständigkeit hat 'Whisper' viel Spannung und ein actionreiches Finale zu bieten.“

„Mischung aus Thriller und Horrorfilm mit Anleihen bei der "Omen"-Serie. Atmosphärisch dicht und spannend, auch visuell durchaus beachtlich.“